# Bóaz

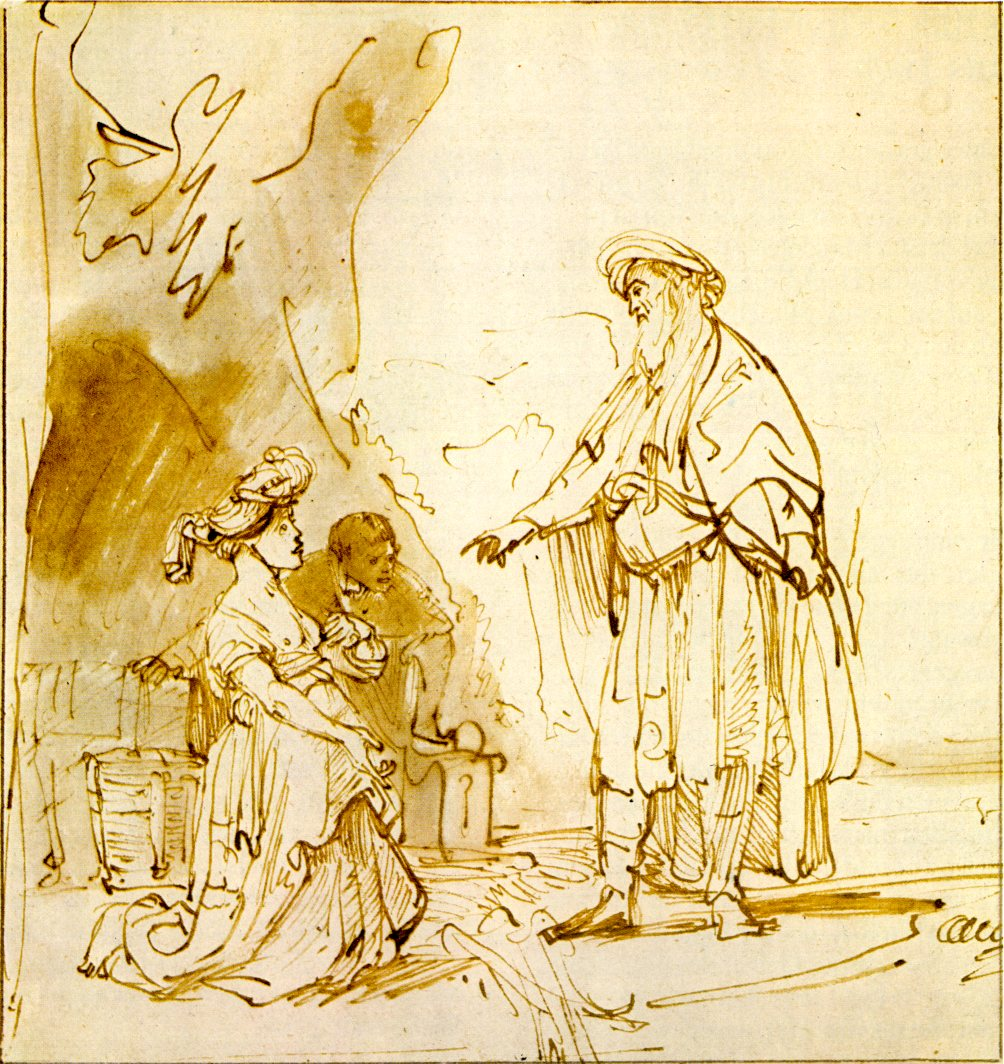
Rembrandt, Boaz a Rút, kresba perem a štětcem, 17,8 x 16,9 cm, asi 1637-40. Berlín, Kupferstichkabinett der Staatlichen Museen.

Bóaz (hebrejsky בֹּעַז‎, Bo'az), v českých překladech Bible přepisováno též jako Boáz, Boaz či Bóz, je jméno hlavní mužské postavy knihy Rút. Jeho jméno se vykládá jako „V něm (je) síla“ či „V něm je záštita“. Tímto jménem byl později za vlády krále Šalomouna pojmenován jeden z bronzových vstupních sloupů hlavní síně jeruzalémského chrámu.
Bóaz coby biblická postava je v židovské tradici ztotožňována s osobou starozákonního soudce Izraele jménem Ibsán, o němž je zmínka v knize Soudců. Podle této tradice onen soudce vystupuje v knize Rút a v Knihách kronik jako Bóaz. Skrze levirátní sňatek s Rút se stal otcem Obéda, děda krále Davida.
Kniha Rút popisuje Bóaze jako muže bohatého a zároveň čestného, který dbá zásad Tóry. Vlastnil půdu v blízkosti Betléma. Po návratu ovdovělých žen svých příbuzných z Moábu dovolil, aby na jeho poli měly užitek z paběrkování při sklizni ječmene. Paběrkování se účastnila Rút, mladší z ovdovělých příbuzných, která měla neizraelský původ. Přesto nebo možná právě proto Bóaz svým žencům přikázal, aby Rút nijak neobtěžovali. Kromě toho jim přikázal, aby nechávali na poli víc volných klasů než obvykle, a postaral se o to, aby se Rút při práci mohla občerstvit vodou a aby se v čase jídla mohla posilnit praženým zrním a chlebem namáčeným ve víně. Po sklizni ječmene Noemi, ovdovělá tchyně Rút, své snaše poradila, aby večer šla k Bóazovi na humno, počkala, až Bóaz ulehne, a během jeho spánku si pokradmu lehla pod jeho plášť. Když o půlnoci Bóaz zjistil, že pod jeho pláštěm leží Rút, a dozvěděl se, že tak učinila kvůli levirátu, odeslal ráno před rozedněním Rút domů a slíbil jí, že promluví s jejím bližším příbuzným, který má v případě levirátního práva přednost. Když dotyčný příbuzný odmítl vzít si Rút v rámci levirátu za ženu, vzal si ji za ženu Bóaz. Poté Bóaz s Rút „zplodil Obéda, Obéd zplodil Jišaje a Jišaj zplodil Davida.“
Bóazovo jméno figuruje v rodokmenu Ježíše Krista.